# كوستادين ستويانوف
كوستادين ستويانوف (بالبلغارية: Костадин Стоянов)‏ (2 مايو 1986 بسليفن في بلغاريا - ) هو لاعب كرة قدم بلغاري في مركز قلب الدفاع. شارك مع منتخب بلغاريا لكرة القدم. أما مع النوادي، فقد لعب مع او في سي سليفن 2000 وسسكا صوفيا ونادي بيروي ستارا زاغورا ونادي فيريا وFC Chernomorets Burgas ‏ وPSFC Chernomorets Burgas ‏ وFC Zagorets Nova Zagora ‏.

## وصلات خارجية
- كوستادين ستويانوف على موقع قاعدة بيانات كرة القدم.إي يو (الإنجليزية)
- كوستادين ستويانوف على موقع ناشيونال فوتبول تيمز (الإنجليزية)
- كوستادين ستويانوف على موقع Soccerway.com (الإنجليزية)
- كوستادين ستويانوف على موقع عالم كرة القدم.نت (الإنجليزية)